# La Forêt-le-Roi
La Forêt-le-Roi és un municipi francès, situat al departament de l'Essonne i a la regió de Illa de França. L'any 2007 tenia 471 habitants.
Forma part del cantó de Dourdan, del districte d'Étampes i de la Comunitat de comunes Le Dourdannais en Hurepoix.

## Demografia

### Població
El 2007 la població de fet de La Forêt-le-Roi era de 471 persones. Hi havia 166 famílies, de les quals 26 eren unipersonals (13 homes vivint sols i 13 dones vivint soles), 47 parelles sense fills, 85 parelles amb fills i 8 famílies monoparentals amb fills.
La població ha evolucionat segons el següent gràfic:
Habitants censats

### Habitatges
El 2007 hi havia 173 habitatges, 166 eren l'habitatge principal de la família, 4 eren segones residències i 3 estaven desocupats. 168 eren cases i 4 eren apartaments. Dels 166 habitatges principals, 154 estaven ocupats pels seus propietaris, 6 estaven llogats i ocupats pels llogaters i 5 estaven cedits a títol gratuït; 2 tenien dues cambres, 16 en tenien tres, 41 en tenien quatre i 106 en tenien cinc o més. 135 habitatges disposaven pel capbaix d'una plaça de pàrquing. A 46 habitatges hi havia un automòbil i a 116 n'hi havia dos o més.

### Piràmide de població
La piràmide de població per edats i sexe el 2009 era:
| Homes | Edats   | Dones |
| ----- | ------- | ----- |
| 0     | 95 o +  | 0     |
| 0     | 90 a 94 | 0     |
| 0     | 85 a 89 | 0     |
| 0     | 80 a 84 | 0     |
| 20    | 75 a 79 | 8     |
| 0     | 70 a 74 | 8     |
| 4     | 65 a 69 | 0     |
| 12    | 60 a 64 | 16    |
| 4     | 55 a 59 | 4     |
| 12    | 50 a 54 | 16    |
| 16    | 45 a 49 | 20    |
| 12    | 40 a 44 | 12    |
| 24    | 35 a 39 | 16    |
| 20    | 30 a 34 | 20    |
| 0     | 25 a 29 | 4     |
| 0     | 20 a 24 | 4     |
| 12    | 15 a 19 | 4     |
| 4     | 10 a 14 | 12    |
| 20    | 5 a 9   | 12    |
| 4     | 0 a 4   | 16    |

## Economia
El 2007 la població en edat de treballar era de 313 persones, 239 eren actives i 74 eren inactives. De les 239 persones actives 232 estaven ocupades (124 homes i 108 dones) i 6 estaven aturades (1 home i 5 dones). De les 74 persones inactives 21 estaven jubilades, 35 estaven estudiant i 18 estaven classificades com a «altres inactius».

### Ingressos
El 2009 a La Forêt-le-Roi hi havia 174 unitats fiscals que integraven 484,5 persones, la mediana anual d'ingressos fiscals per persona era de 21.948 €.

### Activitats econòmiques
Dels 12 establiments que hi havia el 2007, 1 era d'una empresa de fabricació de material elèctric, 1 d'una empresa de fabricació d'altres productes industrials, 1 d'una empresa de construcció, 2 d'empreses de comerç i reparació d'automòbils, 1 d'una empresa immobiliària, 3 d'empreses de serveis, 1 d'una entitat de l'administració pública i 2 d'empreses classificades com a «altres activitats de serveis».
Dels 2 establiments de servei als particulars que hi havia el 2009, 1 era una fusteria i 1 agència immobiliària.
L'any 2000 a La Forêt-le-Roi hi havia 5 explotacions agrícoles.

## Equipaments sanitaris i escolars
L'únic equipament sanitari que hi havia el 2009 era una ambulància.
El 2009 hi havia una escola maternal integrada dins d'un grup escolar amb les comunes properes formant una escola dispersa.

## Poblacions més properes
El següent diagrama mostra les poblacions més properes.